# Arnold Cooke
Arnold Atkinson Cooke (født 4. november 1906 i Gomesal, Yorkshire, død 13. august 2005 i Five Oak Green England) var en engelsk komponist og professor i musik.
Cooke studerede under Paul Hindemith, som kom til at præge ham stilistisk fremover. Han har komponeret seks symfonier, orkesterværker, to operaer, koncerter, kammermusik og balletter. 
Han var professor i musik på Royal Manchester College of Music (1933). Stoppede først sin aktive karriere efter et slagtilfælde i 1993, og døde i 2005 i en alder af 98 år.

## Udvalgte værker
- Symfoni nr. 1 (1947) - for orkester
- Symfoni nr. 2 (1963) - for orkester
- Symfoni nr. 3 (1967) - for orkester
- Symfoni nr. 4 (1974) - for orkester
- Symfoni nr. 5 (1979) - for orkester
- Symfoni nr. 6 (1983-1984) - for orkester
- Koncert (1986) - for orkester
- Violinkoncert (1958) - for violin og orkester
- Klaverkoncert (1940) - for klaver og orkester
- Cellokoncert (1973) - for cello og orkester
- Passacaglia, Scherzo og Finale (1937) - for strygeorkester

## Eksterne kilder og henvisninger
- Om Arnold Cooke